# Марс-1

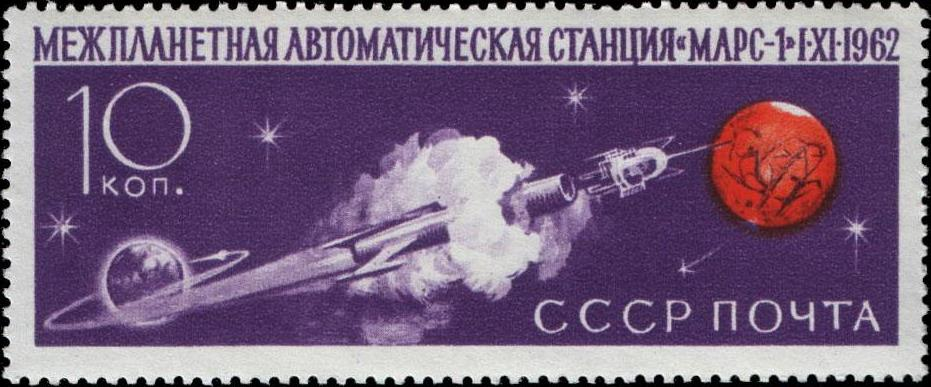
Отделение АМС от ракеты-носителя

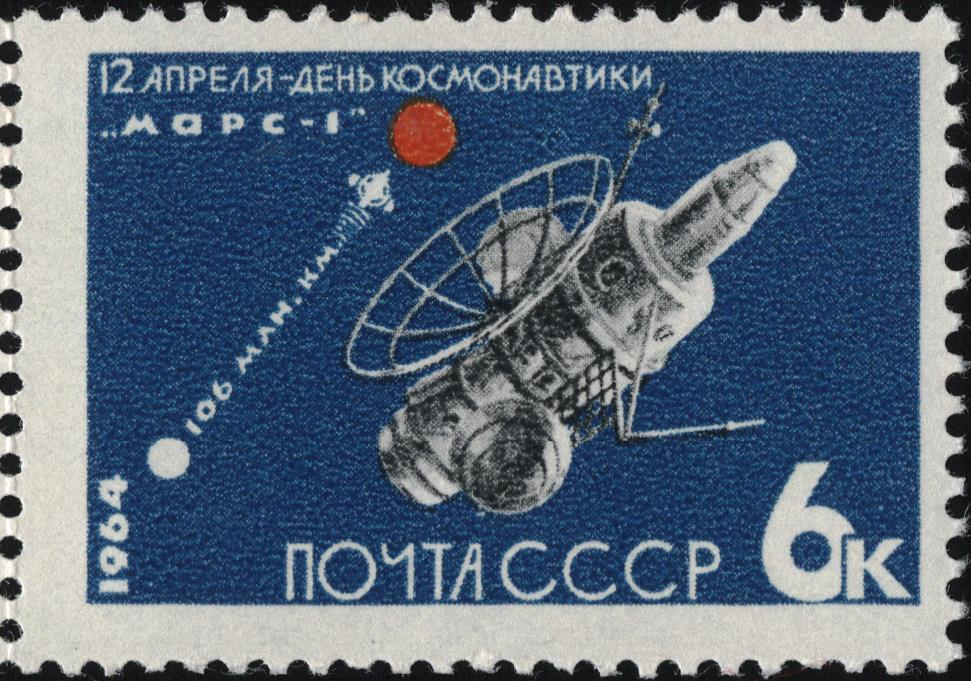
«Марс-1»

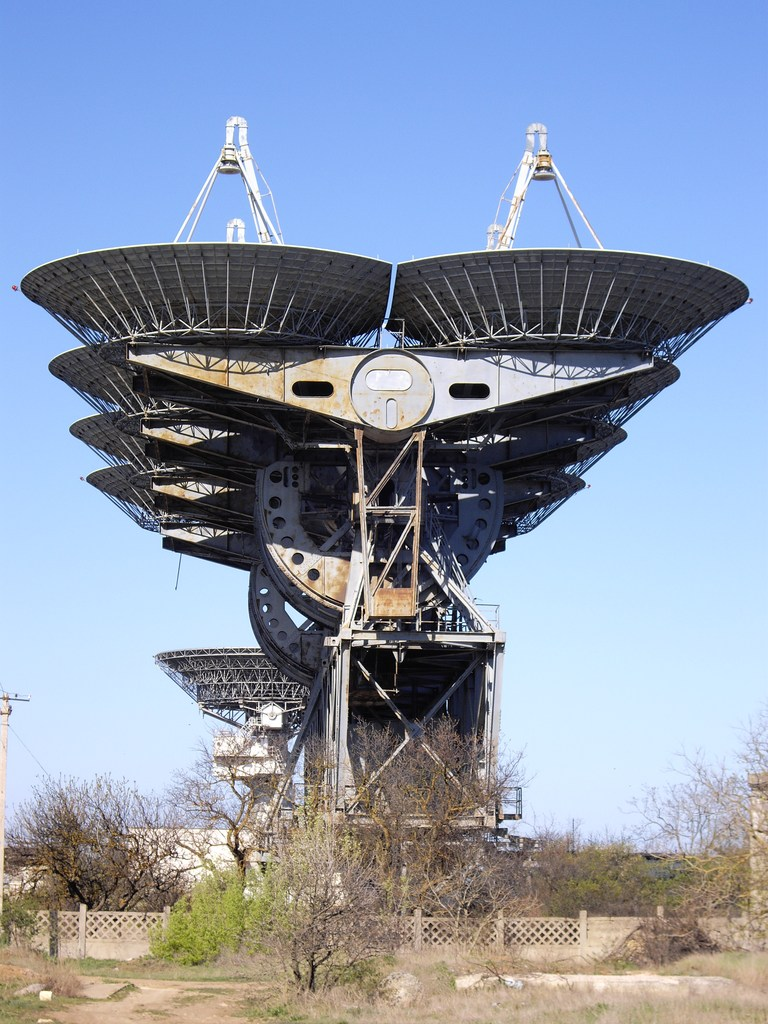
До 1964 года самый мощный радиотехнический комплекс дальней космической связи

«Марс-1» — советская автоматическая межпланетная станция второго поколения программы Марс. Одна из трёх АМС серии М-62.
Космический аппарат предназначался для проведения научных исследований Марса с пролётной траектории, передачи информации о межпланетном пространстве и о пространстве около Марса.
Станция разработана в ОКБ-1.
«Марс-1» — первый в истории космический аппарат, выведенный на траекторию полёта к Марсу.
Специально к запускам КА к Марсу был построен радиотехнический комплекс дальней космической связи.
За траекторией полёта станции следил также телескоп Крымской астрофизической обсерватории диаметром 2,6 м.

## Технические характеристики
Параметры «Марса-1»:
- масса 893,5 кг;
- длина 3,3 м;
- ширина с учётом солнечных батарей и радиаторов 4 м;
- диаметр орбитального отсека 1,1 м.

## Конструкция
«Марс-1» содержал два герметических отсека:
- орбитальный с бортовой аппаратурой, обеспечивающей работу станции во время полёта к Марсу,
- планетный с научными приборами, предназначенными для исследования планеты Марс с близкого расстояния.

К орбитальному отсеку прикреплены: корректирующая двигательная установка с жидкостным ракетным двигателем, две панели солнечных батарей, два полусферических радиатора системы терморегулирования и антенны.
Система ориентации содержала датчики Солнца, звезды и планет (Земли и Марса), микродвигатели, работающие на сжатом азоте, а также гироскопические приборы и логические блоки. Большую часть времени в полёте поддерживалась ориентация на Солнце для освещения солнечных батарей.
Система связи содержала бортовую аппаратуру (частоты 186, 936, 3750 и 6000 МГц) и антенны (две всенаправленные, малонаправленную и параболическую остронаправленную). Система обеспечивала измерение параметров полёта, приём команд с Земли, передачу телеметрической информации.
Система терморегулирования обеспечивала тепловой режим станции. Каждый полусферический радиатор разделён на две части, в которых имеются различные наружные покрытия, нагреваемые Солнцем до различных температур. Внутри герметических отсеков станции находятся теплообменники, в которые, в зависимости от температуры, нагнетается жидкость из холодных и тёплых частей полусферических радиаторов. Система терморегулирования поддерживала стабильную температуру 15-30 °С.
Для коррекции траектории полёта космический аппарат был снабжен системой управления и корректирующей двигательной установкой.

### Научные приборы
На «Марсе-1» установлены следующие научные приборы:
- фототелевизионная камера для получения снимков поверхности Марса,
- спектрорефлексометр для обнаружения органических покровов на поверхности Марса,
- спектрограф для изучения полос поглощения озона в атмосфере Марса,
- магнитометр для обнаружения магнитного поля Марса и измерения магнитных полей в межпланетном пространстве,
- газоразрядный и сцинтиляционный датчики для выявления радиационных поясов Марса и изучения спектра космического излучения,
- счетчики для изучения ядерной компоненты первичного космического излучения,
- радиотелескоп для изучения космического радиоизлучения в диапазоне волн 150 и 1500 метров,
- специальные датчики (ловушки) для регистрации потоков малоэнергетических протонов и электронов, а также концентрации положительных ионов вблизи Марса и в межпланетном пространстве,
- датчики для регистрации микрометеоритов.

## Цели
Основные задачи АМС «Марс-1»:
- проведение длительных исследований космического пространства при полёте к Марсу,
- установление радиосвязи на межпланетном расстоянии,
- исследование Марса и околомарсианского космического пространства с пролётной траектории.

## Полёт
Изначально запуск был запланирован на срок до 29 октября 1962 года, но в т. н. «Чёрную субботу» 27 октября на пике Карибского кризиса на подготовленный для 9К78 с 2МВ-4 № 4 «Гагаринский старт» (равно как и на площадку № 31) была установлена дежурная боевая МБР Р-7А с 3-мегатонной термоядерной боевой частью. В итоге запуск состоялся 1 ноября с космодрома Байконур при помощи 4-ступенчатой ракеты-носителя среднего класса «Молния».
Последняя четвёртая ступень ракеты-носителя с космическим аппаратом была выведена на промежуточную орбиту искусственного спутника Земли и затем при повторном включении ракетного двигателя обеспечила старт и необходимое приращение скорости для полёта к Марсу. После отделения «Марса-1» от четвёртой ступени ракеты-носителя развернулись антенны, раскрылись панели солнечных батарей. Путём соответствующей ориентации всего космического аппарата, солнечные батареи были направлены на Солнце.
«Марс-1» успешно вышел на межпланетную траекторию, однако в одном из клапанов микродвигателей системы ориентации обнаружилась течь, как сообщалось в телеметрической информации, поступавшей с борта. Утечка газа приводила к отказу системы ориентации и потере аппарата. В связи с этим руководители полёта решили перевести АМС в режим стабилизации вращением, который обеспечил постоянное освещение солнечных панелей.
Но при таком режиме стабилизации параболическая антенна, используемая для связи на больших расстояниях, не направлена на Землю и невозможно провести коррекцию траектории полёта. Для этого необходим режим трёхосной ориентации.
К 5 ноября весь запас газообразного азота, являвшегося рабочим телом системы ориентации, был утерян.
Связь по дециметровой радиолинии проводилась через малонаправленную антенну. Сеансы связи со станцией осуществлялись как автоматически, так и по командам с Земли. Программа работы бортовых систем предусматривала автоматическое проведение сеансов связи с интервалом между ними в двое, пять и пятнадцать суток. Выбор интервала проводился по команде с Земли. Интервалы между сеансами были необходимы для зарядки буферного аккумулятора и для того, чтобы сеанс проходил в момент наилучшей радиовидимости станции, который повторялся каждые сутки. До 13 декабря станция работала в режиме регулярных двухсуточных сеансов, а затем в режиме пятисуточных сеансов. Каждый сеанс начинался с приёма телеметрической информации, содержащей результаты научных измерений и данные о состоянии станции. Затем по командам с Земли проводилось включение запоминающего устройства для воспроизведения полученной ранее информации. Получением телеметрической информации о состоянии станции в текущий момент заканчивался сеанс связи.
За первый месяц полёта было проведено 37 сеансов связи, передано более 600 команд, получена телеметрическая информация.
За время полёта космического аппарата «Марс-1» по межпланетной траектории с ним был проведён 61 сеанс радиосвязи. При этом был получен большой объём телеметрической информации, а на его борт передано более 3000 команд.
На дистанции 106 млн км от Земли 21 марта 1963 года состоялся последний сеанс связи с аппаратом. Затем связь была потеряна, но по тем временам это был рекорд дальности космической связи.
Исходя из расчёта движения станции по данным траекторных измерений, можно предполагать, что 19 июня 1963 года «Марс-1» осуществил неуправляемый пролёт на расстоянии около 193 тыс. км от Марса и продолжил полёт вокруг Солнца.

## Результаты

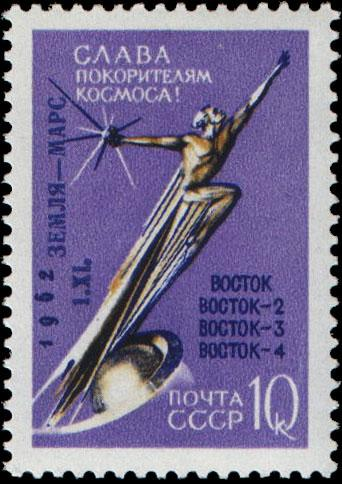
Скульптурная композиция «В Космос»! Земля—Марс

Полёт «Марс-1» дал первые данные о физических свойствах космического пространства между орбитами Земли и Марса (на расстоянии от Солнца 1—1,24 а. е.), об интенсивности космического излучения, напряжённости магнитных полей Земли и межпланетной среды, о потоках ионизованного газа, идущего от Солнца, и о распределении метеорного вещества (космический аппарат пересёк 2 метеорных потока).